# Nicholas Hilliard
Nicholas Hilliard (ur. ok. 1547, zm. 7 stycznia 1619 w Londynie) – angielski jubiler i iluminator książek, artysta malarz najbardziej znany z miniatur – portretów postaci z dworu królowej Elżbiety I i króla Jakuba I.
Był centralną postacią świata artystycznego czasów elżbietańskich.
Jego synem był Lawrence Hilliard (1582–1648), również malarz miniaturzysta.